# Кафана Мирис дуња
Кафана Мирис дуња je национална кућа и пицерија у насељу Обудовица, на Златибору, на адреси Мијаила Радовића 4. Од центра Златибора и језера кафана је удаљена око 600 метара.

## О кафани
"Мирис дуња" представља рустични туристички комплекс чија је кафана смештена у дрвеној планинској кући, окружена вртом који је богат цвећем, зеленилом и боровима. 
Посебан део кафане "Мирис дуња" чини Коноба у којој се током зимских вечери чује пуцкетање ватре из огњишта.Опремњена је дрвеним столовима и клупама, везеним и хекланим завесама, прекривачима од јагњеће коже. Коноба располаже са 35 места. 
Капацитет кафане "Мирис дуња" је од 60 до 70 места. Осим затвореног простра, "Мирис дуња" поседује и отворени део, терасу са 80 места.

## Угоститељска понуда
Од 1989. године традиционално се у ресторану пеку пице. На менију "Мириса дуња" налази се велики избор пица али и широки спектар домаћих националних јела (телетина под сачем са кромпиром, специјалитет кафане, разна печења, роштиљ). Од пића на менију је широк асортиман пића, а најпопуларнија су домаћа вина и ракија (крушковача, дуња, шљивовица, медиња). 
Од оригиналних посластица на менију су: домаћа пита са јабукама, грожђицама, циметом или пита са вишњама.

## Смештај
У склопу кафане "Мирис дуња" налазе се и капацитети за издавање – трокреветни и четворокреветни апартмани и собе. 
Смештајне јединице су уређене у рустичном стилу и пријатног су традиционалног изгледа.